# 11428 Alcinoös
11428 Alcinoös è un asteroide troiano di Giove del campo greco. Scoperto nel 1960, presenta un'orbita caratterizzata da un semiasse maggiore pari a 5,3254576 UA e da un'eccentricità di 0,0127537, inclinata di 17,30433° rispetto all'eclittica.
L'asteroide è dedicato ad Alcinoo, re dei Feaci.